# P. Nagy László
P. Nagy László (Prügy, 1955. november 13. –) labdarúgó, középpályás, edző. Az FC Tatabánya játékosa és vezetőedzője is volt.

## Pályafutása

### Klubcsapatban
1976-ig a Rakamazi Spartacus csapatában játszott. Innen igazolt a Tatabányai Bányászhoz, ahol tizennégy éven át játszott és az egyik legsikeresebb tatabányai játékos lett. Kétszeres bajnoki ezüst- és bronzérmes a csapattal és 359 bajnoki mérkőzésen szerepelt és 50 gólt szerzett. Az aktív labdarúgást 1990-ben fejezte be.

### A válogatottban
Kétszeres olimpiai válogatott (1980), kilencszeres utánpótlás válogatott (1977–82, 5 gól), egyszeres egyéb válogatott (1979, 1 gól).

## Sikerei, díjai
- Magyar bajnokság
  - 2.: 1980–1981, 1987–1988
  - 3.: 1981–1982, 1986–1987
- Magyar kupa (MNK)
  - döntős: 1985